# Laura Vihervä
Laura Vihervä (Valkeakoski, 28 aprile 1991) è una ginnasta finlandese.
Nel 2011 ha rappresentato la Finlandia ai Campionati Mondiali Giovanili di ginnastica aerobica, e ha raggiunto la finale di Coppa del Mondo, di cui ha vinto l'argento nel 2009 e 2010.
Per tre volte è stata vincitrice del Campionato giovanile, nel 2006, 2007, e 2008.
Ha gareggiato anche in squadra con Netta Koskisen e Erika Rautiaisen, vincendo quattro campionati finlandesi.